# Richtfeuerlinie Juliusplate
Die Richtfeuerlinie Juliusplate ist ein Richtfeuer auf der Unterweser. Sie kennzeichnet weserabwärts das Fahrwasser zwischen Lemwerder und Berne.

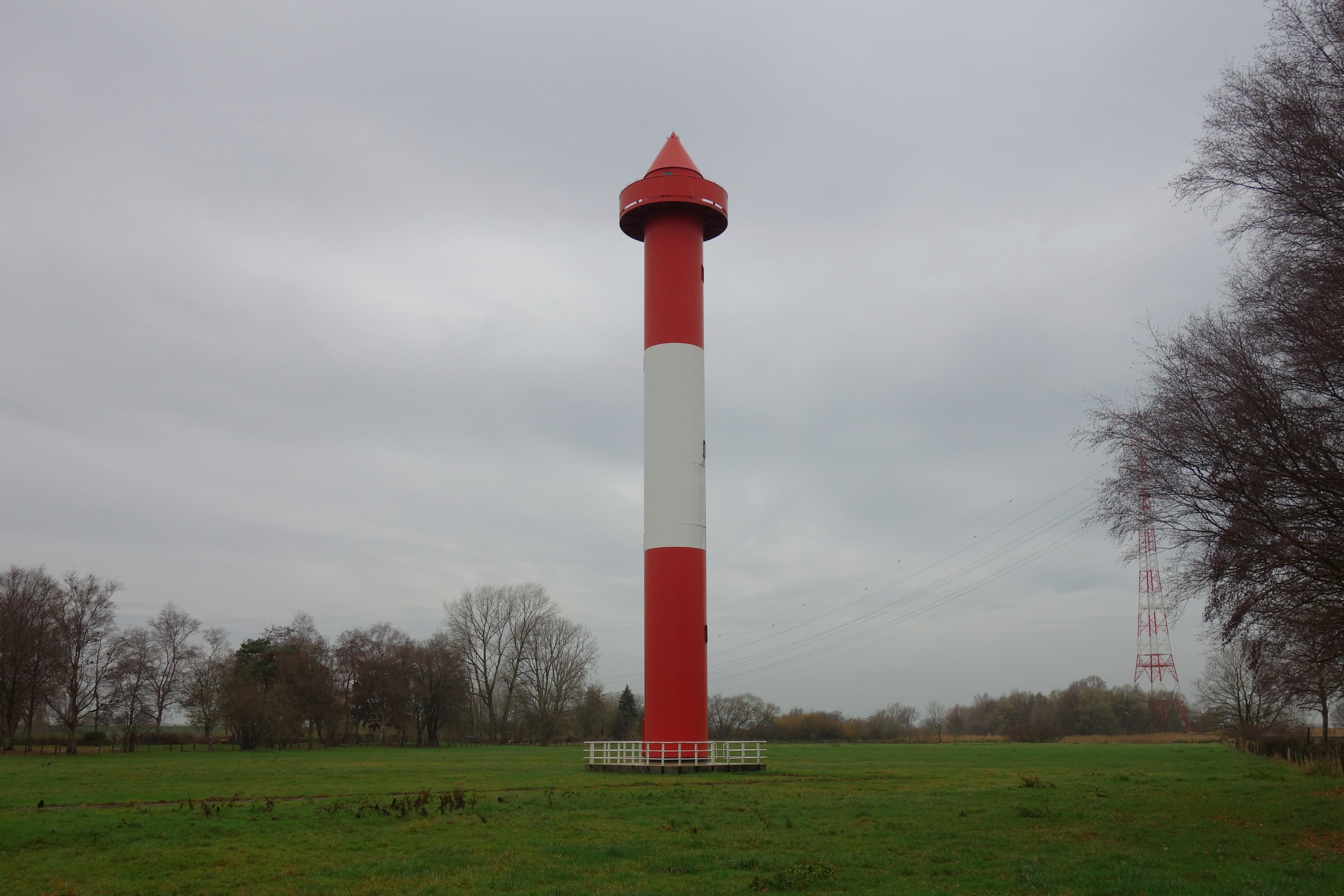
Oberfeuer Juliusplate

Die beiden Türme bestehen jeweils aus einem roten Stahlrohr mit weißem Band und einer roten Laterne mit umlaufendem Balkon und Spitzkuppel. Der 14 m hohe Turm des Unterfeuers steht auf einem mit Spundwänden eingefassten Sockel, direkt am Ufer der Unterweser. Er trägt gleichzeitig das Unterfeuer der Richtfeuerlinie Berne. Das 32 m hohe Oberfeuer steht 490 m entfernt auf einer von einem Campingplatz umgebenen Wiese.
Die beiden Leuchtfeuer wurden im Oktober 1983 in Betrieb genommen. Sie bilden eine Richtfeuerlinie von 299,6° und zeigen ein synchrones weißes Gleichtaktfeuer mit einer Wiederkehr von vier Sekunden (Iso.W.4s). In der Gegenrichtung wird dieser Fahrwasserabschnitt von der Richtfeuerlinie Lemwerder bezeichnet.